# Slivnica
Slivnica (bulharsky Сливница) je město ležící v západním Bulharsku, v Sofijské kotlině mezi Starou planinou na severu a pohořím Viskjar na jihu. Je správním střediskem stejnojmenné obštiny a má zhruba 7 tisíc obyvatel.

## Historie
Oblast je osídlena od prehistorie. Z pozdějších dob se tu nalézají důkazy o přítomnosti Thráků, Římanů, Byzantinců a Slovanů. Klíčovou roli hrála tudy vedoucí starověká cesta spojující východní a střední Evropou, později zvaná Via Diagonalis. První historickou událost, kterou lze situovat k tomuto místu, je bitva, v níž místní Triballové porazili v roce 424 př. n. l. odryského krále Sitalka a patrně ho i zabili. Triballové si pak udrželi kontrolou nad oblastí až do doby Filipa II. Makedonského a ve zmenšené míře až do 1. století př. n. l., kdy byli vytlačeni keltskými Serdy. V římských průvodcích jsou informace o tom, že zhruba zde, na tehdejší cestě, ležela stanice Meldia. Na opravdovou silnici byla cesta přestavěna v dobách císařů Claudia a Nera.
Oblast zůstala součástí Byzantské říše až do roku 809, kdy ji pro první Bulharskou říši dobyl chán Krum. Po začlenění do Osmanské říše v důsledku dobytí Bulharska vznikly na území města osady, které jsou prokázány vykopávkami dokládajícími jejich pozdější zánik. Nicméně existence silnice dávala za vznik dalším sídlům. Nejstarší dochovalé osídlení současné Slivnici vzniklo podél říčky Krivoraštica jako vojnucká ves. Později byla osídlena místa podél řeky Slivnica, přičemž centrum dnešního města, tzv. Palanka, vzniklo jako samostaté sídlo se strážní funkcí. Bylo známo pod jménem Halkalı ili.
Po rusko-turecké válce se stala ves součástí Bulharského knížectví a byla přejmenována na současný název, přičemž neexistuje převažující názor na jeho původ. Do širokého povědomí se dostala během srbsko-bulharské války v roce 1885, když zde proběhla její rozhodující bitva, v níž Bulhaři zvítězili. Slivnica byla povýšena na město v roce 1964.

## Obyvatelstvo
Ve městě žije 7 250 obyvatel a je zde trvale hlášeno 7 310 obyvatel. Podle sčítání 1. února 2011 bylo národnostní složení následující:
- Bulhaři: 7 038 (97.8 %)
- Romové: 143 (2.0 %)
- ostatní: 17 (0.2 %)